# Prowers County
Prowers County is een county in de Amerikaanse staat Colorado.
De county heeft een landoppervlakte van 4.249 km² en telt 14.483 inwoners (volkstelling 2000). De hoofdplaats is Lamar.

## Bevolkingsontwikkeling

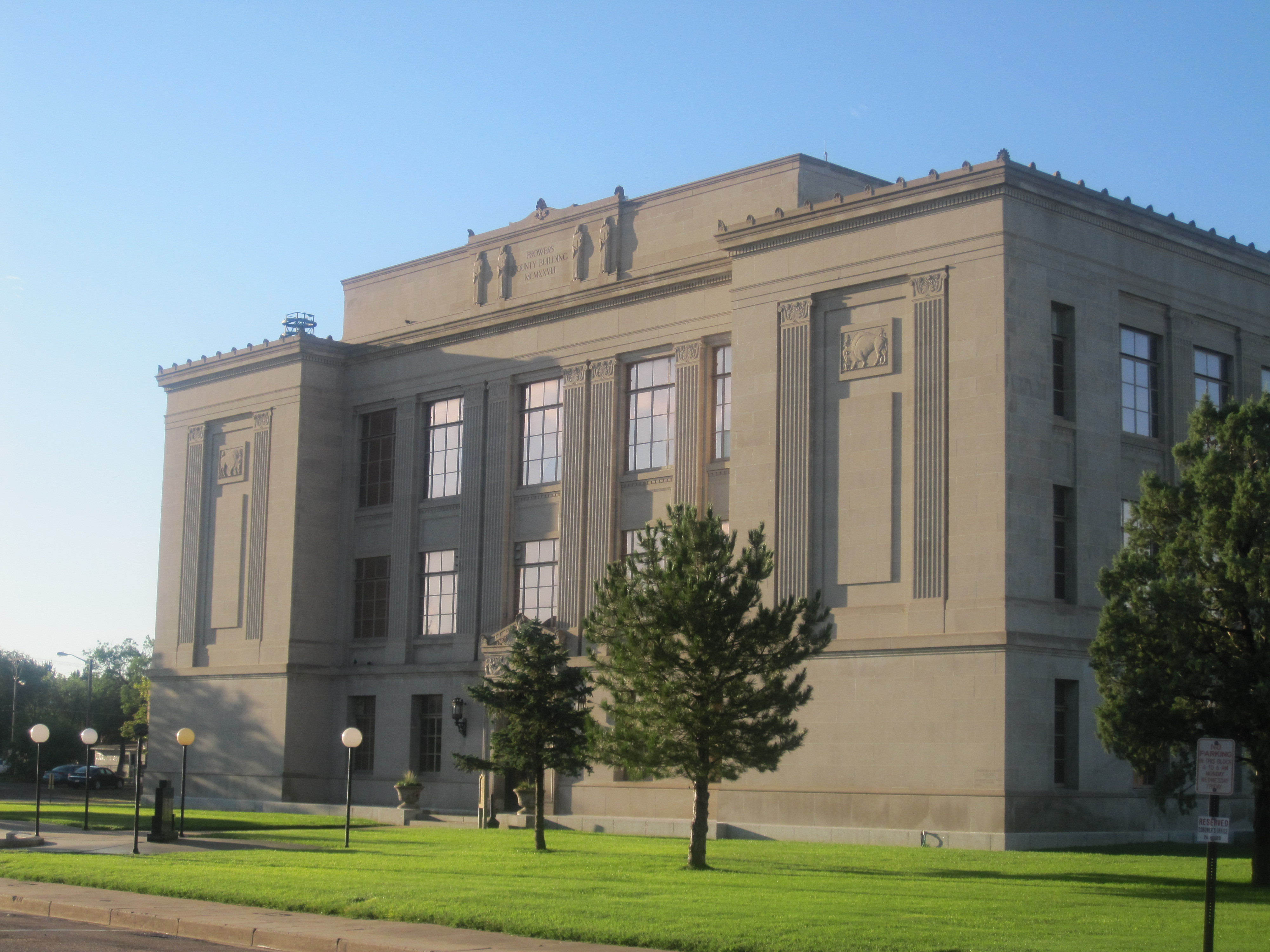
county courthouse